# Acta Neurochirurgica
Acta Neurochirurgica es una revista médica mensual revisada por pares que cubre todos los aspectos de la neurocirugía. Fue establecido en 1950 y es publicado por Springer Science+Business Media. El editor en jefe es T. Mathiesen (Universidad de Copenhague).

## Resumen e indexación
La revista está resumida e indexada en:
- Biological Abstracts
- Vistas previas de BIOSIS
- Current Contents/Medicina Clínica
- Bases de datos EBSCO
- Embase
- Índex Medicus / MEDLINE / PubMed[2]
- Bases de datos de ProQuest.[3]
- Science Citation Index Expanded
- Scopus [4]

Según Journal Citation Reports , la revista tiene un factor de impacto en 2020 de 2.216.

## Métricas de revista
2022
- Web of Science Group : 2.216
- Índice h de Google Scholar: 100
- Scopus: 2.531